# Чародейки
«Чародейки» (англ. W.I.T.C.H.) — франко-американский мультипликационный телесериал, созданный компанией SIP Animation Paris (ныне Saban Entertainment) по мотивам одноимённого итальянского комикса. Как и исконный продукт, проект был выпущен под крылом The Walt Disney Company в совместном производстве с Jetix Europe при участии France 3, Super RTL и поддержке центра минкультуры Франции CNC.
Сюжет крутится вокруг пятерых школьниц-подростков: Вилл, Ирмы, Тарани, Корнелии и Хай Лин, которым суждено с помощью стихий природы спасти человечество от напастей двух разных по существу, но схожих по мировоззрению антагонистов — жестокого принца Фобоса и хитрой ведьмы Нериссы, общей целью которых является захват и порабощение Вселенной.

## Сюжет

### Синопсис
Согласно канону комикса, главные героини — Стражницы Завесы — воительницы, призванные защищать структуру магических измерений с древнейших времён. Совет оракулов Кондракара останавливает свой очередной выбор на современных девочек земной планеты, каждая из которых владеет волшебной силой Орамер: Ирма — стихией Воды, Тарани — Огня, Корнелия — Земли, Хай Лин — Воздухом, а пятая смыкает среды пятым элементом — Квинтэссенцией, и инициалы имён которых складывают «W.I.T.C.H.» — аллюзию на слово «witch» (от англ. ведьма).

### 1 сезон
Бывшая Стражница Воздуха Ян Лин собирает новое поколение Стражниц, ими оказываются её внучка Хай Лин и четверо её будущих подруг — Вилл Вэндом, Ирма Лэир, Тарани Кук и Корнелия Хэйл, которым предстоит вести двойную жизнь: учиться в школе и помешать коварным планам Фобоса, жестокого правителя планеты Меридиан, захватить Вселенную. С помощью Сердца Кондракара, источника сил новых Стражниц, друга Калеба, принцессы Элион и повстанцев чародейки свергают мрачного узурпатора с трона и воцаряют в королевстве былой свет.

### 2 сезон
Тем временем, у стражниц заявляется новый враг — Нерисса, бывшая стражница и владелица Сердца Кондракара, готовая отомстить всем, кто был и есть на её пути. Оказывается, колдунья с самого начала фигурировала в истории то в облике горничной в замке Фобоса, то в облике жрицы в цитадели Кондракара и зачиняла свою личную миссию задолго до появления Стражниц. На протяжении своего пути Нерисса всеми изощрёнными способами пытается перехитрить Стражниц и украсть их кристалл, махинирует с сердцами и собственными слугами, тратя много сил и принося неважные последствия себе и окружающим, и всё это во исполнение своей заветный мечты — заполучить Сердца всех миров, чтобы под своим руководством установить, по её словам, «гармонию во Вселенной». С помощью смекалки и посоха колдунья тут и там строит козни главным героиням, однако когда каждая одна за другой кончается неудачным исходом, то впоследствии кажется, что даже и такой исход был задуман заранее: шаг за шагом ведьма доходит до своей главной цели — она возрождает прошлое поколение Стражниц: Кэссиди, Галинор, Кадму и Ян Лин. Чтобы победить Нериссу, Вилл приходится освободить Фобоса из тюрьмы при особых условиях, однако подвергает себя и других авантюре, и с течением сложных перипетий, где и Фобоса предаёт его прежде верный слуга Седрик, чародейки едва не подвергаются гибели, но всё заканчивается хорошо.

## Роли озвучивали
| Персонаж               | Оригинальная озвучка |               |
| Главные герои          | Главные герои        | Главные герои |
| ---------------------- | -------------------- | ------------- |
| Вилл Вэндом            | Келли Стейблс        |               |
| Ирма Лэир              | Кэнди Мило           |               |
| Тарани Кук             | Мисс Китти           |               |
| Корнелия Хэйл          | Кристел Халил        |               |
| Хай Лин                | Лайза Дель Мандо     |               |
| Злодеи                 |                      |               |
| Фобос Эсканор          | Митчелл Витфилд      |               |
| Лорд Сэдрик            | Ди Брэдли Бейкер     |               |
| Нерисса                | Кэт Сьюси            |               |
| Рэйтор                 | Стивен Блум          |               |
| Миранда                | Грей ДеЛайл          |               |
| Эмбер                  | Кри Саммер           |               |
| Остальные протагонисты |                      |               |
| Мэтт                   | Джейсон Марсден      |               |
| Бланк                  | Стивен Блум          |               |
| Калеб                  | Грэг Сайпс           |               |
| Элион Эсканор          | Серена Берман        |               |
| Оракул (Мудрейший)     | Майкл Гоф            |               |
| Галинор                | Б. Дж. Уорд          |               |
| Дрейк                  | Майкл Белл           |               |
| Джулиан                | Лорен Лестер         |               |
| Ватэк                  | Ллойд Шерр           |               |
| Ян Лин                 | Лорен Том            |               |
| Люба                   | Айона Моррис         |               |
| Кэссиди                | Сьюзан Чеслер        |               |
| Олдерн                 | Ди Брэдли Бейкер     |               |
| Наполеон               | Эдвард Аснер         |               |
| Нейтральные персонажи  |                      |               |
| Сьюзан Вэндом          | Лорен Том            |               |
| Урия Дан               | Бирн Оффатт          |               |
| Мартин Таббс           | Ди Брэдли Бейкер     |               |
| Лилиан Хейл            | Элисон Стоунер       |               |
| Эрик                   | Джастин Шенкароу     |               |
| Найджел                | Майкл Рейш           |               |
| Питер Кук              | Оги Бэнкс            |               |

## Третий сезон
В начале 2007 года создатели планировали снять продолжение сериала, но из-за его непопулярности в США и нехватки денежных средств Disney «заморозил» проект. Зрительская аудитория подняла бунт на «должный» третий сезон, создавая множество петиций на различных веб-сайтах. Это явление происходило по понятной причине: «Чародейки» имели огромный успех в Европе и Азии. Поэтому неупоминание сериала в авторитетных источниках вызывает вопросы по сей день. По словам Джастин Чейнет, (ассоциированный продюсер и переводчик в первом сезоне, редактор сюжета во втором), шоу закончилось после 52 серий в результате «очень малого интереса как со стороны инвесторов, так и со стороны продюсера к созданию третьего сезона».
В 2008 году шли слухи о том, что Дисней анонсировал выход нового фильма в 2010 году под названием «W.I.T.C.H. The Movie: The Ultimate War». Основываясь на комиксах Элизабетт Гноун, создатели заявили, что костюмы героинь будут взяты из 7 сезона комиксов, и события будут происходить, когда девочки уже будут учиться во втором семестре в колледже Хитерфилда. Однако фильм не вышел.

## Премьеры сериала в разных странах
W.I.T.C.H. транслировались в 13 странах Европы, в США, в Евразии и за её пределами.
Ввиду такой мировой распространённости, сериал не мог не подвергнуться местным интерпретациям. Вступительные песни сериала имеют две версии: исполнительницей американской заставки мультсериала, которая называется «We Are W.I.T.C.H.», является норвежская солистка Мэрион Райвен, а английской — итальянская певица Сабрина Салерно («Sabrina — W.I.T.C.H. Theme Song»). Английская заставка является оригинальной, в то время как американская — это компиляция фрагментов серий. Все остальные страны использовали первую.
Для второго сезона SIP Animation купила новую студию, и второй сезон рисовал уже другой художник.
В общей сумме телесериал транслировался на 50 самостоятельных каналах в 65 странах.
| Страна | Телеканал                                                                                 | Дубляж                                |
| --- | ----------------------------------------------------------------------------------------- | ------------------------------------- |
| Аргентина | Jetix                                                                                     | Disney Character Voices International |
| Австралия | Disney Channel Australia                                                                  | Disney Character Voices International |
| Австрия | Jetix Germany                                                                             | Jetix Animation Concepts              |
| Беларусь | ОНТ                                                                                       |                                       |
| Бельгия | Jetix NL, Jetix FR и Club-RTL (только 49 серий)                                           | Jetix Animation Concepts              |
| Бразилия | Jetix Brazil                                                                              | Jetix Animation Concepts              |
| Болгария | Jetix RO & RU                                                                             | Jetix Animation Concepts              |
| Венгрия | Jetix Hungary                                                                             | Jetix Animation Concepts              |
| Великобритания | Jetix UK, CBBC                                                                            | Jetix Animation Concepts              |
| Венесуэла | Jetix Venezuela                                                                           | Jetix Animation Concepts              |
| Германия | Jetix Germany, Super RTL                                                                  | M4O                                   |
| Греция | Jetix Greece, Star (только 50 серий)                                                      |                                       |
| Дания | Jetix Denmark, TV 2                                                                       |                                       |
| Израиль | Jetix Israel, Arutz HaYeladim                                                             |                                       |
| Индия | Jetix India, Pogo TV, Toon Disney India                                                   |                                       |
| Ирландия | Jetix (UK & Ireland)                                                                      |                                       |
| Италия | Italia 1 (старый дубляж), Rai Uno (новый дубляж), Jetix Europe                            | Italia 1                              |
| Казахстан | Jetix Russia                                                                              |                                       |
| Кипр | Jetix Turkey                                                                              |                                       |
| Латвия | Jetix RO & RU                                                                             |                                       |
| Литва | TV3 Lithuania, Jetix RO & RU                                                              |                                       |
| Малайзия | TV3                                                                                       |                                       |
| Молдова | Jetix RO & RU                                                                             |                                       |
| Нидерланды | Jetix Netherlands, AVRO                                                                   |                                       |
| Новая Зеландия | TV 2                                                                                      |                                       |
| Норвегия | Jetix Norway                                                                              |                                       |
| ОАЭ | MBC 3                                                                                     |                                       |
| Польша | Jetix Poland                                                                              |                                       |
| Португалия | SIC                                                                                       |                                       |
| Румыния | Jetix Romania                                                                             |                                       |
| Россия | Первый канал, СТС, Jetix, Disney Channel                                                  | Студия «Пифагор»                      |
| Сербия | Fox                                                                                       |                                       |
| Словакия | Markíza, Jetix Slovakia                                                                   |                                       |
| Словения | Jetix                                                                                     |                                       |
| США | Jetix (2004), Disney Channel, Toon Disney, Fox UK, ABC Kids, ABC Family (сейчас Freeform) | Студия Jetix Animation Concepts       |
| Турция | ATV (2005), Jetix Turkey (2006), Disney Channel Turkey (2013)                             | ATV                                   |
| Украина | Новый канал, Jetix Romania & Russia, ТРК Украина                                          | Так Треба Продакшн                    |
| Финляндия | Jetix Finland                                                                             |                                       |
| Франция | France 3, Jetix France, Disney Channel France                                             | Студия Сент-Уэн и RS-Doublage         |
| Хорватия | Croatian Radiotelevision                                                                  |                                       |
| Чехия | Jetix CZ, TV Nova                                                                         |                                       |
| Чили | Jetix America                                                                             |                                       |
| Швеция | Jetix Sweden                                                                              |                                       |
| Швейцария | Jetix GER                                                                                 |                                       |
| Эстония | Jetix RO & RU                                                                             |                                       |
| Япония | Jetix Japan, TV Asahi, NHK                                                                | Toei Animation                        |
| Бруней · Вьетнам · Гонконг · Индонезия · Китайская Республика · Малайзия · Пакистан · Республика Корея · Сингапур · Таиланд · Филиппины | Disney Channel Asia, ABS-CBN, SBS, MCOT, Animax                                           |                                       |

## W.I.T.C.H. на DVD
W.I.T.C.H. вышел в Европе (в первую очередь в Италии и Франции), Австралии, в Филиппинах и Турции (в том числе на VCD), Бразилии и Малайзии на DVD. Европейское издание включает 3 диска DVD5, на которых записаны 11 серий первого сезона, и 3 диска DVD9 с остальными эпизодами. К каждому диску прилагаются два постера, посвящённых одной из героинь сериала.
В начале мая 2007 года первый сезон W.I.T.C.H. вышел в России в виде двух 3-дисковых DVD боксов, затем в 2009 году вышел весь 2-й сезон в виде двухдисковых боксов, включающих только русский дубляж. Помимо России второй сезон вышел в Польше и Чехии.

## Критика
На ранних этапах первого сезона сериал был главным хитом и телевизионным прорывом. Тем не менее, популярность шоу стала снижаться во втором сезоне. Сериал также столкнулся с проблемой конкуренции с итальянским фэнтези-сериалом со схожей концепцией девочек-волшебниц — «Клуб Винкс: Школа волшебниц».
Некоммерческая организация Common Sense Media, которая обеспечивает образование и правозащитную деятельность семьям в целях содействия безопасным технологиям и средствам массовой информации для детей, описала шоу как «анимационный фэнтези-приключенческий сериал для подростков» и дала 3 из 5 звёзд. В 2006 году Джоуи Пол Йенсен была номинирована Американским обществом специалистов по кастингу за лучший анимационный телевизионный кастинг актёров озвучивания.

## Продукция
Комикс, который был переведён на более 30 языков и выпущен более чем в 80 странах, проявил высокую популярность в то время и сохранил свой уровень мерчандайзинга и по нынешней день. Сейчас и тогда распродаётся тираж различных журналов, а в магазинных лавках и всевозможных интернет-магазинах ещё лежат последние чародейские товары — главным образом книги, куклы, канцелярские товары, товары для дома и одежды, производством которых занимается мерчандайзинговая компания Disney.

### Игры

Обложка видеоигры W.I.T.C.H. в России

По мотивам мультсериала и комиксов существует несколько компьютерных игр для разных платформ:
- ПК под управлением Windows: W.I.T.C.H. (рус.: W.I.T.C.H. Чародейки, 2008 год)
- Game Boy Advance: W.I.T.C.H. (в российской продаже существует несколько неофициальных переводов на русский язык, издававшихся на пиратских картриджах в 2000-е годы)
- J2ME: W.I.T.C.H. Чародейки (игра была разработана в России[53])
- Adobe Flash: существует несколько официальных игр, которые были размещены на сайтах Disney и Jetix:
  - Search for Caleb (платформер)
  - Witch Team Rescue (3D скроллер-шутер)
  - Elements Unite (логическая)
  - Power Practice (вариант игры Asteroids)
  - W.I.T.C.H. Style Game (официальная «одевалка» на Флеше).

В 2010 году фирма «Звезда» по лицензии компании Дисней выпустила настольную игру «Чародейки: Магия дружбы» так же по мотивам мультфильма.